# Jerzy VI
Jerzy VI (ang. George VI, ur. 14 grudnia 1895 w Sandringham House, zm. 6 lutego 1952 tamże) – król Zjednoczonego Królestwa Wielkiej Brytanii i Irlandii Północnej i dominiów (1936–1952), cesarz Indii (1936–1947), król Indii (1947–1949), król Irlandii (1936–1949). Brat Edwarda VIII i jego następca (po abdykacji Edwarda) oraz ojciec Elżbiety II. Zyskał popularność i szacunek, gdy podczas niemieckich nalotów na Londyn nie opuścił miasta, mimo że pałac był bombardowany dziewięć razy.

## Życiorys

### Narodziny
Urodził się 14 grudnia 1895, tj. w 34. rocznicę śmierci swojego pradziadka, księcia Alberta. Niepewny, jak wdowa po Albercie, królowa Wiktoria, przyjmie informację o narodzinach prawnuka, książę Walii wysłał swojemu synowi, księciu Yorku, list, w którym napisał, że królowa jest „lekko zdenerwowana”. Dwa dni później napisał: Myślę, że spodobałoby jej się, jakbyś zaproponował jej, aby nadać dziecku imię Albert. Królowa Wiktoria w tym czasie napisała do księżnej Yorku list o treści: Niecierpliwie oczekuję na chwilę, kiedy zobaczę to dziecko urodzone akurat tego dnia, bardzo drogie memu sercu, zwłaszcza że został nazwany imieniem, z którym wiąże się tyle wielkości i dobroci. Albert Fryderyk Artur Jerzy został ochrzczony trzy miesiące później w kościele św. Marii Magdaleny niedaleko Sandringham.
Jako drugi syn swoich rodziców był w momencie urodzenia czwarty w kolejce do tronu po dziadku (księciu Walii), ojcu (księciu Yorku) i starszym bracie (księciu Edwardzie).

### Dzieciństwo i młodość

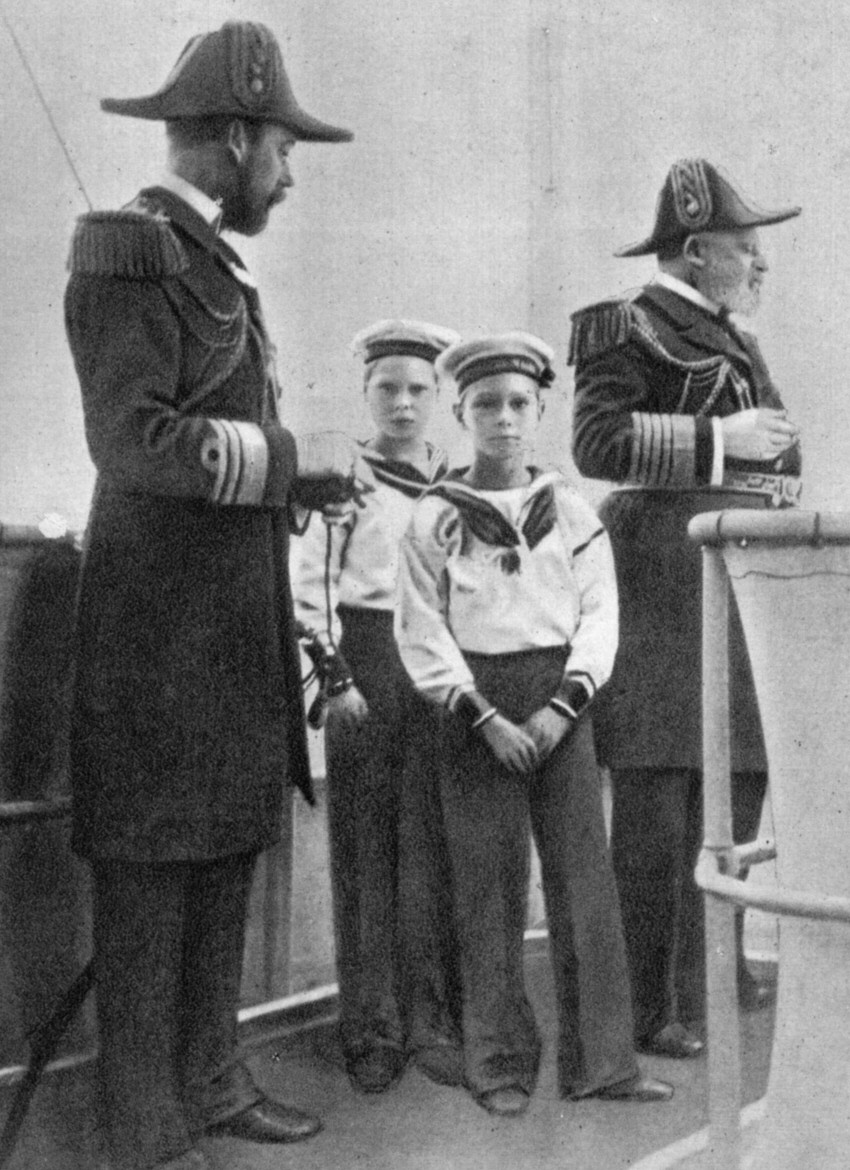
Książę Albert (drugi z prawej) z ojcem (po lewej), bratem (z tyłu) i dziadkiem (z prawej); ok. 1906

Jako prawnuk królowej Wiktorii był od urodzenia tytułowany Jego Wysokością Księciem Albertem z Yorku. Od 1898, kiedy królowa wydała rozporządzenie, które nadało dzieciom najstarszego syna księcia Walii predykat Królewskich Wysokości, był tytułowany Jego Królewską Wysokością Księciem Albertem z Yorku.
Był dzieckiem słabego zdrowia, nieśmiałym i zakompleksionym, posiadającym skłonności do płaczu. Miał poważne problemy z systemem trawiennym, częściowo przez niedbałe karmienie przez jedną z opiekunek. Miał koślawe kolana, przez co nosił aparat korekcyjny. Od piątego roku życia jąkał się, co było spowodowane przymuszaniem go do pisania prawą ręką, mimo że był leworęczny. Całe życie miał trudności z pisaniem (jego dziennik roi się od błędów ortograficznych) i poprawnym wysławianiem się.
Po śmierci królowej Wiktorii w styczniu 1901 na tron wstąpił książę Walii, który przyjął imię Edward VII. Książę Yorku otrzymał wówczas tytuł księcia Kornwalii i był tytułowany Jego Królewską Wysokością Księciem Albertem z Kornwalii i Yorku. Kiedy w 1901 Edward VII nadał synowi tytuł księcia Walii, tytuł Alberta zmienił się na Jego Królewską Wysokość Księcia Alberta z Walii.

### Kariera w wojsku i edukacja
Przez rodziców został przeznaczony do kariery w Royal Navy. W 1909 rozpoczął naukę w Kolegium Królewskiej Marynarki (ang. Royal Naval College) w Osborne House na wyspie Wight. W 1911 ze świetnym wynikiem został przyjęty na Kolegium Królewskiej Marynarki w Dartmouth. Radził sobie dobrze w przedmiotach fizycznych, gorzej z nauką. Szkołę ukończył z 63. lokatą na 67. Pewnego razu w szkole inni kadeci ukłuli go szpilką, aby sprawdzić, czy naprawdę ma on błękitną krew.
Po śmierci Edwarda VII 6 maja 1910 ojciec Alberta został królem jako Jerzy V, a jest syn odtąd był tytułowany Jego Królewską Wysokością Księciem Albertem. Był wówczas drugi w kolejce do tronu. Uzyskał tytuły: księcia Yorku, hrabiego Iverness i barona  Killarney.
15 września 1913 został przydzielony do czynnej służby. Po wybuchu I wojny światowej brał udział w bitwie jutlandzkiej (od 31 maja do 1 czerwca 1916), służył na okręcie HMS „Collingwood”. Częste ataki nieżytu żołądka zmusiły go w 1917 do rezygnacji ze służby w marynarce. Następnie rozpoczął służbę w nowo utworzonym RAF-ie. Uzyskał licencję pilota, ale nie brał udziału w działaniach wojennych. Po wojnie, w październiku 1919 zaczął studiować historię, ekonomię i politologię na Trinity College w Cambridge.
3 czerwca 1920 został mianowany księciem Yorku, hrabią Inverness i baronem Killarney. Wraz z tytułami spadły na niego również królewskie obowiązki, takie jak reprezentowanie ojca podczas różnych uroczystości czy oficjalne podróże do krajów imperium brytyjskiego.

### Małżeństwo
Otrzymał wolną rękę w wyborze przyszłej małżonki, co nie było powszechne w czasach, kiedy od członków rodzin królewskich wymagano poślubienia członków innych rodów panujących. W 1920 podczas potańcówki poznał lady Elżbietę Bowes-Lyon) (4 sierpnia 1900 – 30 marca 2002), córkę Claude’a Bowes-Lyona, 14. hrabiego Strathmore i Kinghorne, oraz Cecili Cavendish-Bentinck; choć była potomkinią króla Szkocji Roberta I i króla Anglii Henryka VII, to według brytyjskiego prawa nie była członkiem rodziny panującej. Elżbieta była wówczas zakochana w starszym bracie Alberta, księciu Edwardzie. Dwukrotnie odrzuciła oświadczyny księcia Yorku, zanim przyjęła je w styczniu 1923. Ślub Alberta i Elżbiety odbył się 26 kwietnia 1923 w Opactwie Westminsterskim. Dopiero co utworzone wtedy radio BBC wyraziło prośbę o możliwość nagrania przebiegu ceremonii i odtworzenia jej w radiu, ale napotkało na stanowczy sprzeciw kapituły. Albert miał z Elżbietą dwie córki: Elżbietę (21 kwietnia 1926 – 8 września 2022; królową Wielkiej Brytanii od 1952) i Małgorzatę (21 sierpnia 1930 – 9 lutego 2002; żonę Antony’ego Armstrong-Jonesa, 1. hrabiego Snowdon). Zamieszkała z rodziną w Royal Lodge niedaleko parku Windsor, z daleka od życia politycznego kraju.
W maju 1925 przemówił na Wystawie Imperialnej w Wembley, ale nie dokończył wystąpienia przez poważne problemy z jąkaniem się. W 1931 premier Kanady Richard Bedford Bennett zaproponował nadanie Albertowi godności gubernatora generalnego Kanady, ale król Jerzy V, po konsultacji z ministrami, odrzucił tę propozycję. Był pod wpływem ambitnej żony, która nakłoniła go do terapii u australijskiego ortofonisty, Lionela Logue’a, któremu podczas rocznej terapii – obejmującej 82 seanse terapeutyczne – udało się zmniejszyć jąkanie księcia.

### Objęcie tronu
Po śmierci króla Jerzego V 20 stycznia 1936 o godz. 23:55 został następcą tronu, który objął jego starszy, bezdzietny brat jako Edward VIII. Nowy król oświadczył, że chce poślubić Amerykankę, dwukrotną rozwódkę Wallis Simpson, czemu sprzeciwiały się rząd, Kościół, rodzina królewska i opinia publiczna. Za radą premiera Stanleya Baldwina 11 grudnia 1936 Edward VIII abdykował na rzecz młodszego brata.
Albert był nieprzygotowany do roli króla. Przed objęciem tronu nigdy wcześniej nie widział żadnego państwowego dokumentu. Dzień przed abdykacją brata odwiedził matkę, co później opisał w dzienniku słowami: Kiedy powiedziałem jej, co się wydarzyło, to załamałem się i rozszlochałem jak dziecko. Dworzanin i dziennikarz Dermot Morroh ujawnił, że były wątpliwości, czy Edward VIII ma abdykować na rzecz księcia Alberta. Istniały pomysły, aby król przekazał koronę swojemu najmłodszemu bratu, Jerzemu, księciu Kentu, który jako jedyny z trzech braci abdykującego króla (trzecim był Henryk, książę Gloucester) posiadał męskie potomstwo.

### Król Wielkiej Brytanii
Albert przyjął imię Jerzego VI, czym nawiązał do polityki swojego popularnego ojca i czym chciał odbudować prestiż monarchii w społeczeństwie, nadwątlony postępowaniem Edwarda VIII, któremu nadał tytuł Jego Królewskiej Wysokości Księcia Windsoru. Trzy dni po wstąpieniu na tron nadał Order Podwiązki swojej żonie, królowej Elżbiecie. Musiał później odkupić od brata zamek Balmoral i Sandringham House, gdyż Edward VIII odziedziczył je po swoim ojcu, a Jerzy VI nie mógł ich od tak otrzymać po abdykacji brata.
Koronacja Jerzego VI na króla odbyła się 12 maja 1937. Na koronacji pojawiła się królowa-wdowa Maria, by okazać swoje wsparcie dla młodszego syna. Jerzy został również cesarzem Indii, ale nie koronował się – wzorem swojego ojca – w Delhi. Zamiast tego wybrał się w podróże do Francji i USA. Chociaż mówił nieskładnie i jąkał się, co zmuszało BBC do retuszowania jego przemówień, a także był bardzo nieśmiały, to posiadał czarującą żonę i córki, i dzięki temu uosabiał ideę solidnej i statecznej monarchii, co pomogło mu odbudować autorytet rodziny królewskiej. Był nieśmiały, ponury i wybuchowy, ale też wrażliwy i inteligentny oraz miał poczucie obowiązku wobec kraju.
W obliczu wojny popierał politykę appeasementu prowadzoną przez brytyjskiego premiera Neville’a Chamberlaina w związku z ekspansywną polityką kanclerza III Rzeszy Adolfa Hitlera. W 1938 zaprosił premiera, by razem z nim i resztą rodziny królewskiej pojawił się na balkonie pałacu Buckingham.

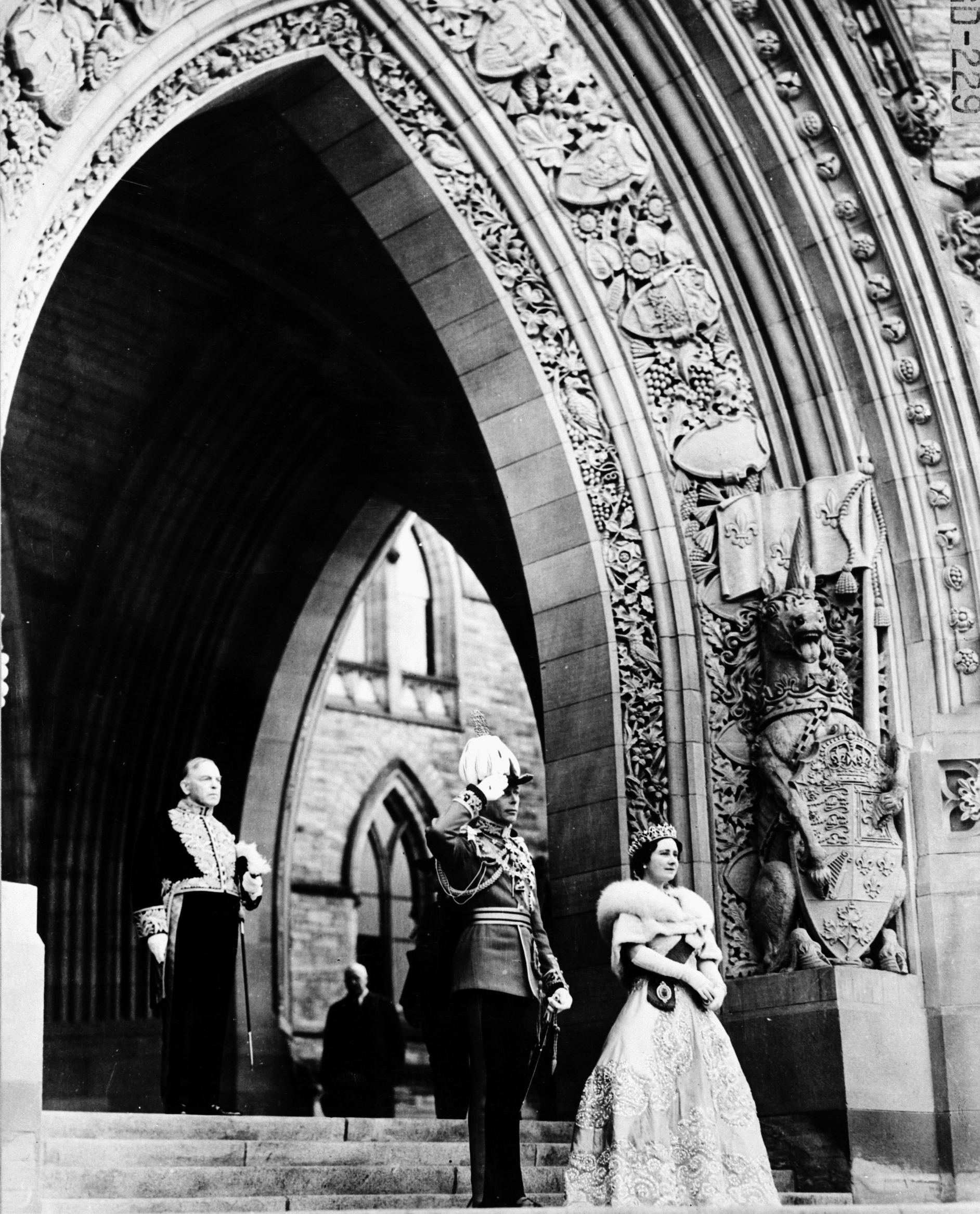
Król Jerzy i królowa Elżbieta w Kanadzie (1939)

W 1939 wybrał się z Elżbietą w podróż do Kanady, gdzie podróżowali w towarzystwie kanadyjskiego premiera, a nie brytyjskiego ministra, co znaczyło, że byli uznawani za króla i królową Kanady. Była to pierwsza wizyta króla w Kanadzie, aczkolwiek wcześniej był tam dwukrotnie jako książę Yorku. Ówczesny kanadyjski premier, William Lyon Mackenzie King, miał nadzieję, że królewska wizyta w Kanadzie pomoże mu we wprowadzeniu w kraju Statutu Westminsterskiego z 1931, który nadawał samorządność każdemu dominium, które posiadało samodzielną koronę. W Rideau Hall, swojej kanadyjskiej rezydencji, Jerzy VI osobiście przyjął jako władca Kanady listy polecające od amerykańskiego ambasadora w Ottawie, Daniela Ropera. Jak zapisał oficjalny historyk tej podróży, Gustave Lanctot, „kiedy Ich Królewskie Moście weszły do ich kanadyjskiej rezydencji, to Statut Westminsterski zaczął obowiązywać: »Król Kanady powrócił do domu«”. Głównym celem wizyty było osłabienie izolacjonistycznych tendencji w Ameryce Północnej wobec narastającego napięcia w Europie. Chociaż cel wizyty był głównie polityczny, król i królowa spotkali się z entuzjastycznym przyjęciem Kanadyjczyków. Jerzy VI otrzymał również przyjazne powitanie w Stanach Zjednoczonych, gdzie odwiedził New York World’s Fair i gościł u prezydenta Franklina Roosevelta w Białym Domu i w jego prywatnej posiadłości Springwood w Hyde Park.
1 września 1939 niemieckie armie zaatakowały Polskę, rozpoczynając II wojnę światową. Wielka Brytania i Francja dwa dni później wypowiedziały wojnę Niemcom. 4 września Jerzy VI przemówił do Narodu: „Bądźcie spokojni, niezłomni i zjednoczeni”. Parze królewskiej zasugerowano, że powinni opuścić Wielką Brytanię i udać się do Kanady. Królowa powiedziała wówczas: „Dzieci nigdzie nie pojadą beze mnie, nie opuszczę króla, a król nigdy nie wyjedzie”. Rodzina królewska pozostała w pałacu Buckingham, w którym racjonowano ogrzewanie i elektryczność, a król nakazał namalować w wannie linię na wysokości 12 cm od dna, powyżej której nie można nalewać wody.

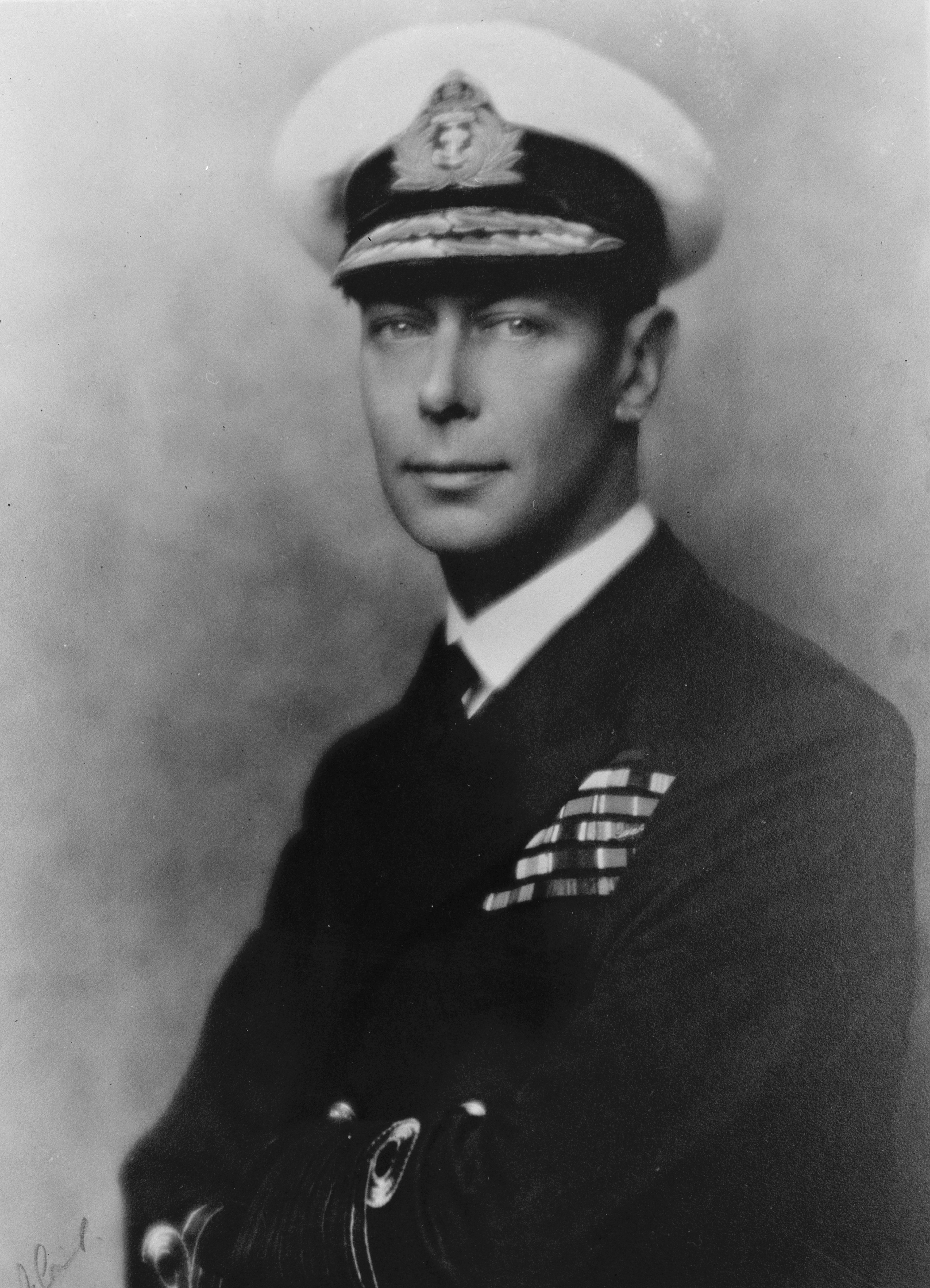
Król Jerzy VI (ok. 1942)

Podczas wojny król (w galowym marynarskim mundurze) często pojawiał się publicznie z żoną, z którą odwiedzał szpitale, jednostki wojskowe i fabryki. Chciał zyskać wizerunek dobrego żołnierza, np. uczestnicząc w operacji lądowania aliantów w Normandii w 1944, ale nie uzyskał na to zgody od premiera Winstona Churchilla. W 1943 odwiedził marszałka Montgomery’ego po jego zwycięstwie pod El Alamein. Odwiedził również Maltę i nadał wyspie krzyż Jerzego. W 1944 dokonał inspekcji oddziałów w Normandii. 8 maja 1945 zaprosił Churchilla na balkon pałacu Buckingham podczas obchodów Dnia Zwycięstwa.

### Rozpad imperium brytyjskiego
Panowanie króla Jerzego VI było okresem postępującego rozpadu imperium brytyjskiego. Rozpoczęło się w 1926, kiedy deklaracja ministra spraw zagranicznych Arthura Balfoura złożona na Imperialnej Konferencji powołała Wspólnotę Brytyjską i nadała status niepodległych państw tym dominiom, które uzyskują samodzielną koronę. Zostało to uznane w Statucie Westminsterskim w 1931.
W 1932 skończył się mandat Ligi Narodów nad Irakiem. W 1946 niepodległość uzyskała Jordania, w styczniu 1948 – Birma, a w maju tegoż roku – podzielona na państwa żydowskie i arabskie Palestyna. W 1949 deklaracja niepodległości oznaczała powstanie niepodległej Republiki Irlandzkiej. Po uzyskaniu niepodległości w 1947 przez Indie Brytyjskie i rozpadzie kraju na dwa państwa – Indie i Pakistan – Jerzy VI zrzekł się tytułu cesarza Indii, pozostając królem Indii i królem Pakistanu. W 1950 Indie zostały republiką i Jerzy VI stracił tam tytuł królewski.

### Śmierć
Wojna wywarła negatywny wpływ na zdrowie Jerzego VI, który pogłębił nałóg tytoniowy. W marcu 1949 przeszedł operację nogi, aby uniknąć gangreny z powodu zakrzepicy. Latem 1951 zdiagnozowano u niego raka płuc i gardła. 26 września poddał się kolejnej operacji, w wyniku której usunięto mu lewe płuco i lewą gałąź nerwu krtaniowego wstecznego, co spowodowało znaczną zmianę głosu króla. Zmarł we śnie 6 lutego 1952, w swojej rezydencji w Sandringham. Został pochowany 15 lutego w kaplicy św. Jerzego na zamku w Windsorze. W 2002 obok niego spoczęły jego żona Elżbieta i młodsza córka Małgorzata, a w 2022 – córka Elżbieta II.

## Odznaczenia
- Order Podwiązki (Wielka Brytania)

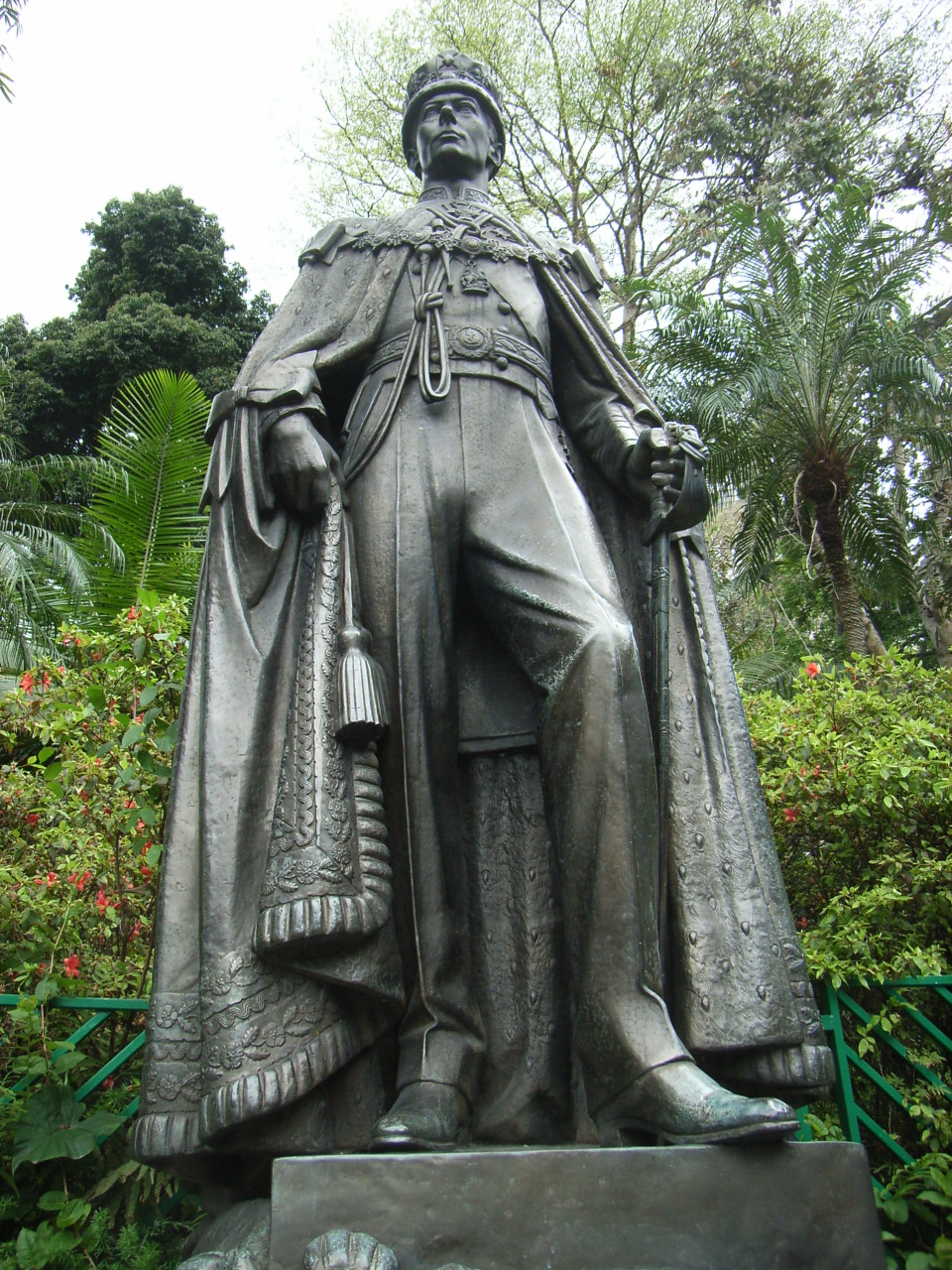
Pomnik Jerzego VI w Hongkongu

- Imperialny Order Korony Indii (Wielka Brytania)
- Order Ostu (Wielka Brytania)
- Order Świętego Patryka (Wielka Brytania)
- Order Łaźni (Wielka Brytania)
- Order św. Michała i św. Jerzego (Wielka Brytania)
- Order Zasługi (Wielka Brytania)
- Order Gwiazdy Indii (Wielka Brytania)
- Order Imperium Brytyjskiego (Wielka Brytania)
- Królewski Order Wiktoriański (Wielka Brytania)
- Order Imperium Indyjskiego (Wielka Brytania)
- Order Imperium Brytyjskiego (Wielka Brytania)
- Order of the Companions of Honour (Wielka Brytania)
- Order Wybitnej Służby (Wielka Brytania)
- Order Służby Imperium (Wielka Brytania)
- Order Indii Brytyjskich (Wielka Brytania)
- Order Zasługi Indyjskiej (Wielka Brytania)
- Order Birmy (Wielka Brytania)
- Gwiazda 1914–15 (Wielka Brytania)
- Medal Wojenny Brytyjski (Wielka Brytania)
- Medal Zwycięstwa (Wielka Brytania)
- Medal Srebrnego Jubileuszu Króla Jerzego V (Wielka Brytania)
- Krzyż Wielki Orderu św. Jana Jerozolimskiego (Wielka Brytania)
- Order Najwyższego Słońca I klasy (Afganistan)
- Wielka Wstęga Orderu Leopolda (Belgia)
- Order Św. Cyryla i Metodego (Bułgaria)
- Order Słonia (Dania)
- Wielki Komandor Orderu Danebroga (Dania)
- Order Muhammada Alego (Królestwo Egiptu)
- Krzyż Wielki Orderu Gwiazdy Etiopii (Etiopia)
- Krzyż Wielki Orderu Legii Honorowej (Francja)
- Order Wyzwolenia (Francja) – pośmiertnie
- Krzyż Wielki Orderu Zbawiciela (Grecja)
- Order Świętych Jerzego i Konstantyna (Grecja)
- Krzyż Wielki Orderu Feniksa (Grecja)
- Krzyż Wielki Orderu Wojskowego Wilhelma (Holandia)
- Łańcuch Wielkiego Orderu Haszymitów (Irak)
- Order Dwóch Rzek I klasy (Irak)
- Order Pahlawiego (Iran)
- Order Chryzantemy (Japonia)
- Order Al-Husajna Ibn Alego (Jordania)
- Order Białego Orła (Jugosławia)
- Krzyż Wielki Orderu Gwiazdy Jerzego Czarnego (Jugosławia)
- Order św. Włodzimierza (Imperium Rosyjskie)
- Krzyż Wielki Orderu Świętego Karola (Monako)
- Krzyż Wielki Orderu Ojaswi Rajanya (Nepal)
- Krzyż Wielki Orderu Świętego Olafa (Norwegia)
- Krzyż Wielki Orderu Wojskowego Chrystusa (Portugalia)
- Krzyż Wielki Orderu Wojskowego Avis (Portugalia)
- Wielki Łańcuch Orderu Wojskowego Świętego Jakuba od Miecza (Portugalia)
- Wstęga Trzech Orderów (Portugalia)
- Order Karola I (Rumunia)
- Order Królewski Serafinów (Szwecja)
- Order Domowy Chakri (Tajlandia)
- Legia Zasługi (Chief Commander Legion of Merit, USA)
- Krzyż Wielki Orderu Wojskowego Italii (Włochy)

## Genealogia
| Prapradziadkowie                             | Książę Ernest I Sachsen-Coburg-Gotha (1785–1844) ∞ 1817 Ludwika z Saksonii-Gothy-Altenburga (1800–1831)  | Edward August Hanowerski (1767–1820) ∞1818 Wiktoria z Saksonii-Coburga-Saalfeld (1787–1861)              | Fryderyk Wilhelm Schleswig-Holstein-Sonderburg-Glücksburg (1785–1831) ∞1810 Luiza Karolina Hessen-Kassel (1789–1867) | Wilhelm Heski (1787–1867) ∞1810 Luiza Charlotta Oldenburg (1789–1864)                  | Ludwik Wirtemberski (1756–1817) ∞1795 Henrietta Nassau-Weilburg (1780-1857)          | Rhédy von Kis-Rhéde (1775–1835) ∞ Ágnes Inczédy von Nagy-Várad (1788–1856)           | Król Wielkiej Brytanii Jerzy III Hanowerski (1738–1820) ∞ 1761 Charlotta Mecklenburg-Strelitz (1744–1818) | Fryderyk Hessen-Kassel (1747–1837) ∞ 1786 Karolina Polyxene Nassau-Usingen (1762–1823) |
| Pradziadkowie                                | Albert Sachsen-Coburg-Gotha (1819–1861) ∞ 1840 Królowa Wielkiej Brytanii Wiktoria Hanowerska (1819–1901) | Albert Sachsen-Coburg-Gotha (1819–1861) ∞ 1840 Królowa Wielkiej Brytanii Wiktoria Hanowerska (1819–1901) | Król Danii Chrystian IX Glücksburg (1818–1906) ∞ 1842 Luiza Hessen-Kassel (1817–1898)                                | Król Danii Chrystian IX Glücksburg (1818–1906) ∞ 1842 Luiza Hessen-Kassel (1817–1898)  | Aleksander Wirtemberski (1804–1885) ∞ 1835 Claudine Rhédey von Kis-Rhéde (1812–1841) | Aleksander Wirtemberski (1804–1885) ∞ 1835 Claudine Rhédey von Kis-Rhéde (1812–1841) | Adolf Hanowerski (1774–1850) ∞ 1818 Augusta Hessen-Kassel (1797–1889)                                     | Adolf Hanowerski (1774–1850) ∞ 1818 Augusta Hessen-Kassel (1797–1889)                  |
| Dziadkowie                                   | Król Wielkiej Brytanii Edward VII (1841–1910) ∞ 1863 Aleksandra Glücksburg (1844–1925)                   | Król Wielkiej Brytanii Edward VII (1841–1910) ∞ 1863 Aleksandra Glücksburg (1844–1925)                   | Król Wielkiej Brytanii Edward VII (1841–1910) ∞ 1863 Aleksandra Glücksburg (1844–1925)                               | Król Wielkiej Brytanii Edward VII (1841–1910) ∞ 1863 Aleksandra Glücksburg (1844–1925) | Franciszek Teck (1837–1900) ∞ 1866 Maria Adelajda Hanowerska (1833–1897)             | Franciszek Teck (1837–1900) ∞ 1866 Maria Adelajda Hanowerska (1833–1897)             | Franciszek Teck (1837–1900) ∞ 1866 Maria Adelajda Hanowerska (1833–1897)                                  | Franciszek Teck (1837–1900) ∞ 1866 Maria Adelajda Hanowerska (1833–1897)               |
| Rodzice                                      | Król Wielkiej Brytanii Jerzy V (1865–1936) ∞ 1893 Maria Teck (1867–1953)                                 | Król Wielkiej Brytanii Jerzy V (1865–1936) ∞ 1893 Maria Teck (1867–1953)                                 | Król Wielkiej Brytanii Jerzy V (1865–1936) ∞ 1893 Maria Teck (1867–1953)                                             | Król Wielkiej Brytanii Jerzy V (1865–1936) ∞ 1893 Maria Teck (1867–1953)               | Król Wielkiej Brytanii Jerzy V (1865–1936) ∞ 1893 Maria Teck (1867–1953)             | Król Wielkiej Brytanii Jerzy V (1865–1936) ∞ 1893 Maria Teck (1867–1953)             | Król Wielkiej Brytanii Jerzy V (1865–1936) ∞ 1893 Maria Teck (1867–1953)                                  | Król Wielkiej Brytanii Jerzy V (1865–1936) ∞ 1893 Maria Teck (1867–1953)               |
| Jerzy VI (1895–1952), Król Wielkiej Brytanii | | | |                                                                                        |                                                                                      |                                                                                      | |                                                                                        |

## W kulturze masowej
Na podstawie książki o pracy króla Jerzego VI z jego logopedą, w 2010 roku powstał film pt. „Jak zostać królem”, w reżyserii Toma Hoopera. W postać króla wcielił się Colin Firth.
Na podstawie dzienników Margaret Suckley, kuzynki i kochanki prezydenta USA, Franklina Delano Roosevelta, powstał film pt. „Weekend z królem”, w którym postać króla Jerzego VI zagrał Samuel West.
Na podstawie książki Arkadego Fiedlera, w 2018 roku powstał film pt. „Dywizjon 303. Historia prawdziwa”. W roli króla wystąpił Jamie Hinde.
W amerykańsko-brytyjskim serialu telewizyjnym The Crown zagrał go Jared Harris.